# Pelike

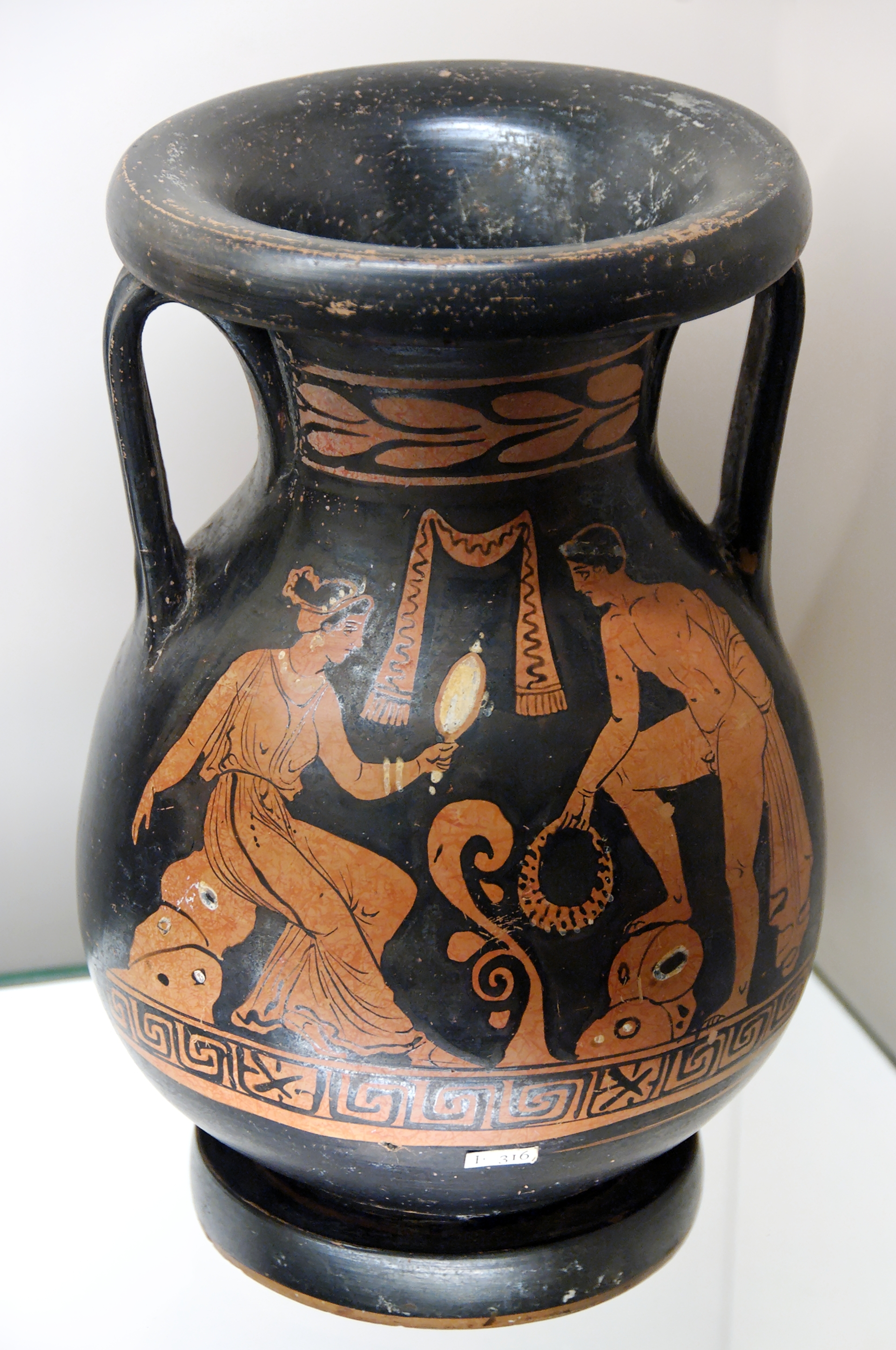
Una pelike

La pelìke (πελίκη, al plurale πελίκαι, pelìkai) è un vaso, utilizzato come contenitore di liquidi, con imboccatura larga e profilo continuo e con il massimo diametro del corpo in prossimità del piede, al quale si unisce senza stelo (una forma simile all'anfora di tipo C). Ha due anse verticali a nastro o con costolatura centrale.

## Storia
Comparve ad Atene nell'ultimo quarto del VI secolo a.C., solo in seguito all'introduzione della tecnica a figure rosse, benché ne esistano esemplari dipinti a figure nere, e la sua produzione continuò fino al IV secolo a.C. Sembra essere stata una creazione del Gruppo dei pionieri. Col tempo tende ad assumere un orlo più ampio il quale, nel IV secolo a.C., raggiunge il diametro massimo del ventre. Esiste una variante della pelike che presenta il collo distinto; è meno comune, ma si ritiene sia stata la variante più antica.
Il termine è impiegato dagli archeologi moderni per indicare questa particolare forma di anfora, ma era usato in antichità per indicare una indifferenziata serie di oggetti a forma aperta.
Dal 450 a.C. circa vengono impiegate anche come contenitori per le ceneri dei defunti.
Fu particolarmente usata, in una versione di minori dimensioni, nella ceramica di Gnathia.